# 瑞克·戴克
瑞克·戴克（英語：Rick Deckard），登場於菲利普·K·狄克的1968年小說《仿生人會夢見電子羊嗎？》的虛構角色，同時也是該作的主角。在1982年的改編電影及2017年續集電影《銀翼殺手2049》中由哈里遜·福特飾演戴克，該角同時也是福特飾演過最知名的角色之一。
而在2014年的BBC Radio 4廣播劇中則由詹姆斯·鲍弗為該角配音。

## 人物
瑞克·戴克是隸屬於21世紀三藩市警察局的便衣警察，負責將從世界各殖民地逃亡的機器人處死（委婉地說是「退休」）。在改編電影中，他曾是洛杉磯警察局複製偵查部門的成員（即「銀翼殺手」），後來因故離開。在小說和電影版中，戴克在故事的一開始是名自私、以自我為中心的警察，且在機器人身上看不見生命的價值。他在小說中經歷了一些事件後，便開始對機器人和所有的生物產生同情心。在電影中，戴克被暗示似乎經歷了在電影開始前的某種重大事件，而使自己辭職了一段時間（大約在2019年5月左右）。
戴克在小說中與艾朗結婚，她也是小說中最具同情心的人物之一。

## 改編電影
改編電影於1982年上映，由雷利·史考特執導，而戴克由哈里遜·福特詮釋。在電影中，戴克的賞金獵人一職被警察「銀翼殺手」給取代，而機器人則被改稱作「複製人」。在小說中，戴克是名有妻子的人類，但因電影有著多種版本，且加上劇本和製作上的失誤，使得電影版戴克的身世背景並不清楚。觀眾必須自己決定戴克到底是否為複製人。在院線版中，戴克因曾提及前妻而代表他離過婚。但該言論在後來的版本中刪除，如果觀眾認為戴克是個複製人的話，那他的「前妻」就是段被植入的記憶。
他在電影事件發生前就已辭職，但在辭職前，戴克是名富有聲譽的銀翼殺手，且擁有著「Mr. Nighttime」和「Bogeyman」的稱號。
2011年，製片人安德魯·科索夫指出，哈里遜·福特不大可能會參與《銀翼殺手》的續集。後來，於2015年時宣布，福特將在《銀翼殺手》的續集中回歸演出瑞克·戴克，續集《銀翼殺手2049》由丹尼·維勒納夫執導。
在《銀翼殺手2049》中的戴克已白髮蒼蒼，且是名已失蹤三十年的銀翼殺手。

## 迴響
原作作者菲利普·K·狄克對於哈里遜·福特所詮釋的瑞克·戴克給予了肯定，他稱福特已為該角賦予了生命，「真正、真實、正宗的瑞克·戴克。」

## 外部連結
- 互联网电影数据库上瑞克·戴克的资料